# Pascal Normand
Pascal Normand (né en 1979 à Notre-Dame-des-Laurentides) est un artiste québécois (Canada). Œuvrant d'abord dans les domaines cinématographique et télévisuel pendant dix ans (1999-2009), il se consacre par la suite aux arts visuels depuis 2009. Il est récipiendaire de plusieurs prix, notamment pour son travail de photographie nocturne.
Pascal Normand aborde des thèmes comme la relation entre l'architecture industrielle en zone urbaine et l'identité. Il utilise des techniques de longue exposition, d'estampe numérique et de peinture aérosol.

## Biographie
Pascal Normand naît en 1979 à Notre-Dame-des-Laurentides, un quartier de Charlesbourg, arrondissement de la ville de Québec. Lorsqu'il a 10 ans, sa famille déménage dans un autre quartier de l'arrondissement.
En 1997, Normand part à Ottawa, où il entame des études en production télévisuelle (de) à La Cité collégiale. Après l'obtention de son diplôme, à la fin des années 1990, il déménage à Montréal et intègre le milieu des arts filmés. Il écrit et réalise notamment des courts-métrages, dont certains sont sélectionnés pour être diffusés dans des festivals internationaux. Deux sont télédiffusés à la télévision de Radio-Canada et à Télé-Québec. Il participe également à la réalisation de séries télévisuelles pour lesquelles il reçoit des nominations aux prix Gémeaux.

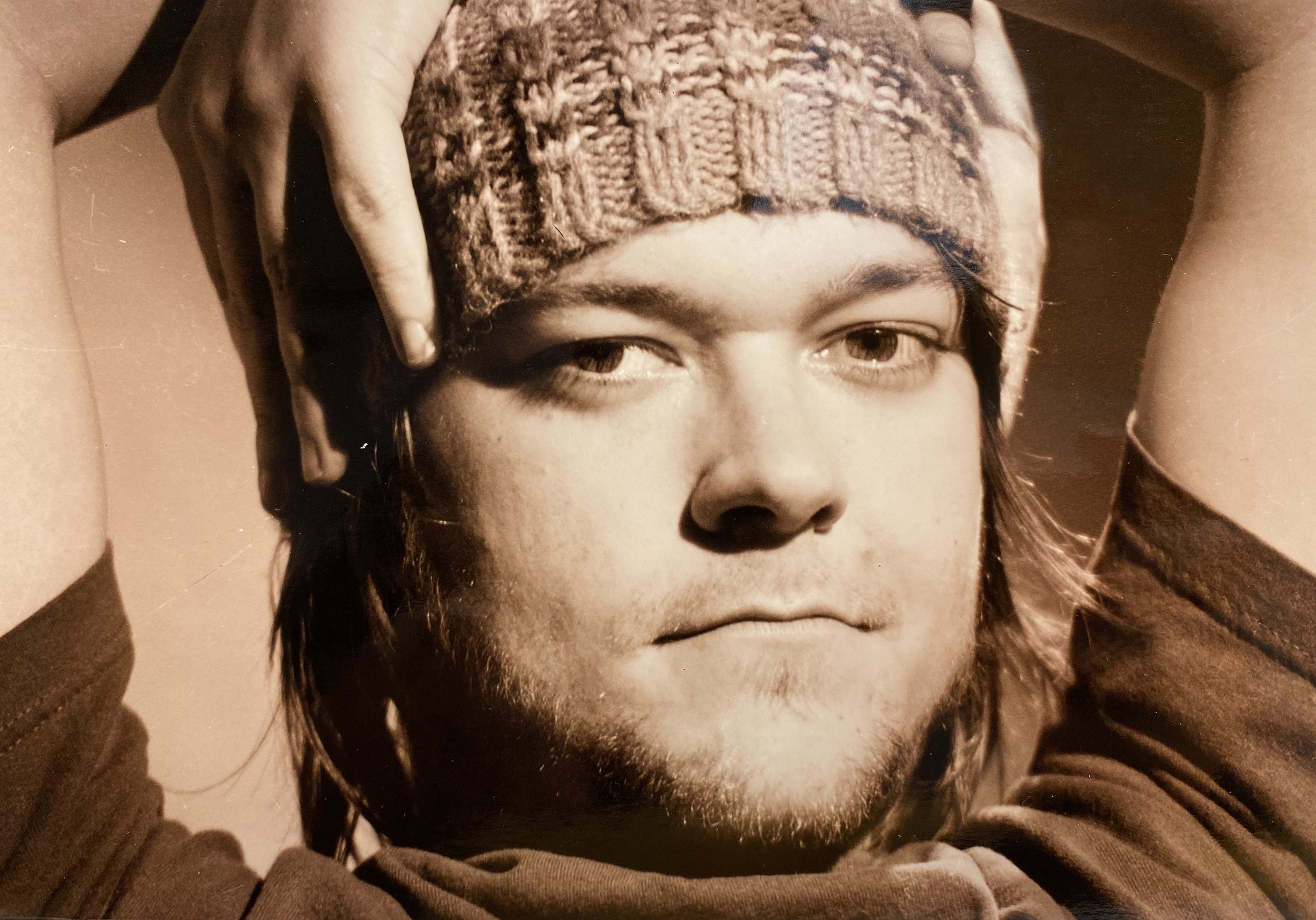
Pascal Normand en 2003.

Désillusionné par le domaine de la télé, Pascal Normand se réoriente en art visuels à la fin des années 2000. En 2012, il effectue une formation donnée par l'organisme SAJE-Montréal (d), spécialisé en développement de culture entrepreneuriale. Installé dans un atelier de la rue Saint-Germain du quartier d'Hochelaga-Maisonneuve, Normand peaufine son art, s'intéressant à la photographie nocture,.
Au cours de la décennie suivante, Normand réalise plusieurs expositions solo de ses œuvres au Québec, notamment à Montréal, Québec, en Beauce, en Montérégie et au Saguenay. Il participe également à des expositions et événements collectifs en Ontario et en France. En 2016, il assure la présidence d'honneur (de) de l'événement Arts et métiers d’arts de Henryville. À la fin de la décennie, Normand s'installe à Belœil.

## Œuvre

### Films
- Égo (2000)
- Filmmaker (2001)[11]

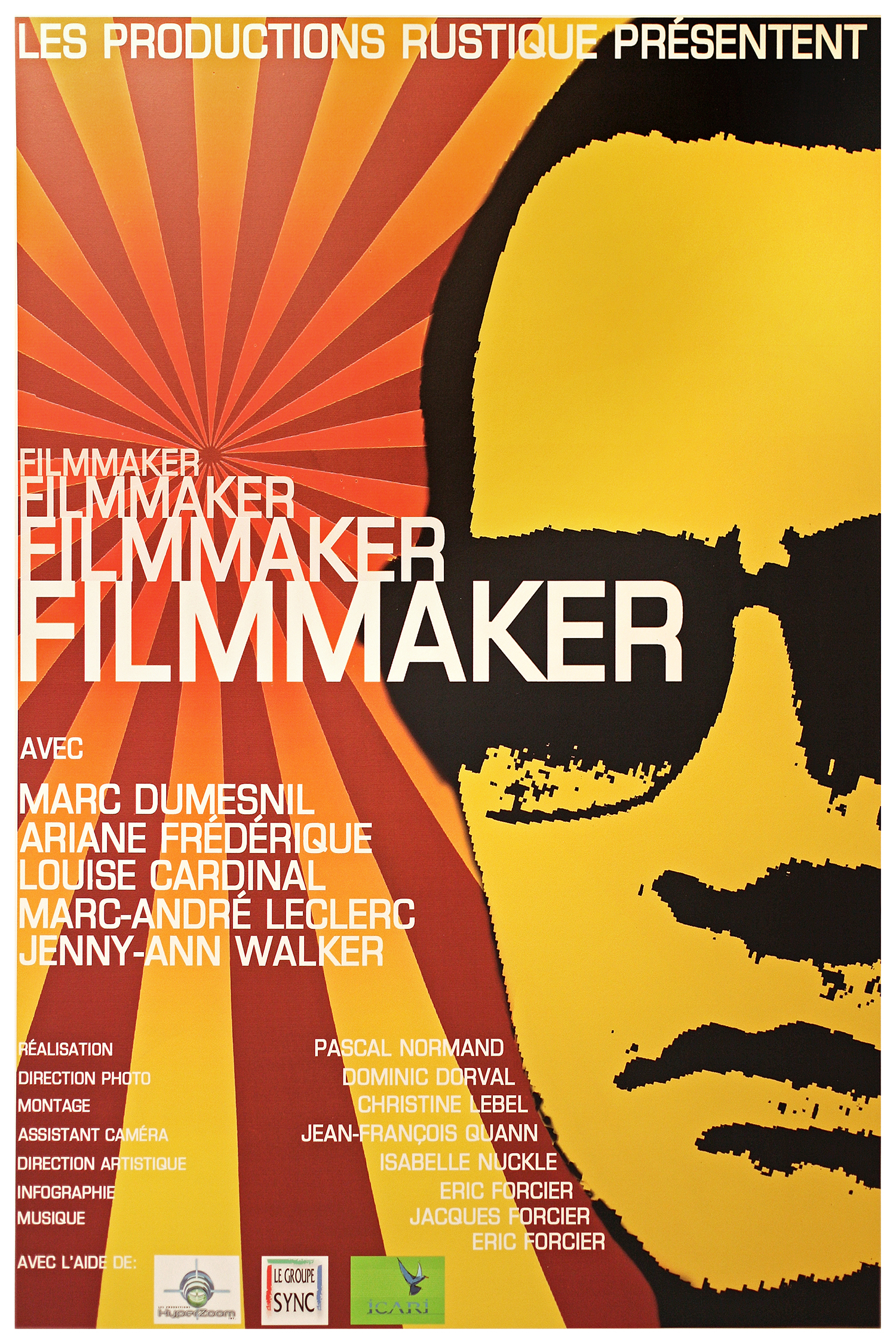
Image du film Filmmaker.

- Check Engine (2003), avec Hélène Bourgeois Leclerc, Ariane Frédérique et Martin Héroux. La musique de film est réalisée par le groupe Tomás Jensen et Les Faux-Monnayeurs (d)[12]
- Hitchhicking story: Une tragédie avec pas d'sang (2008)
- Frank vs Girard (2008-2009)

### Art visuel
- La Prohibition (2011)[13].
- Bunker Ouest (2012)[14]

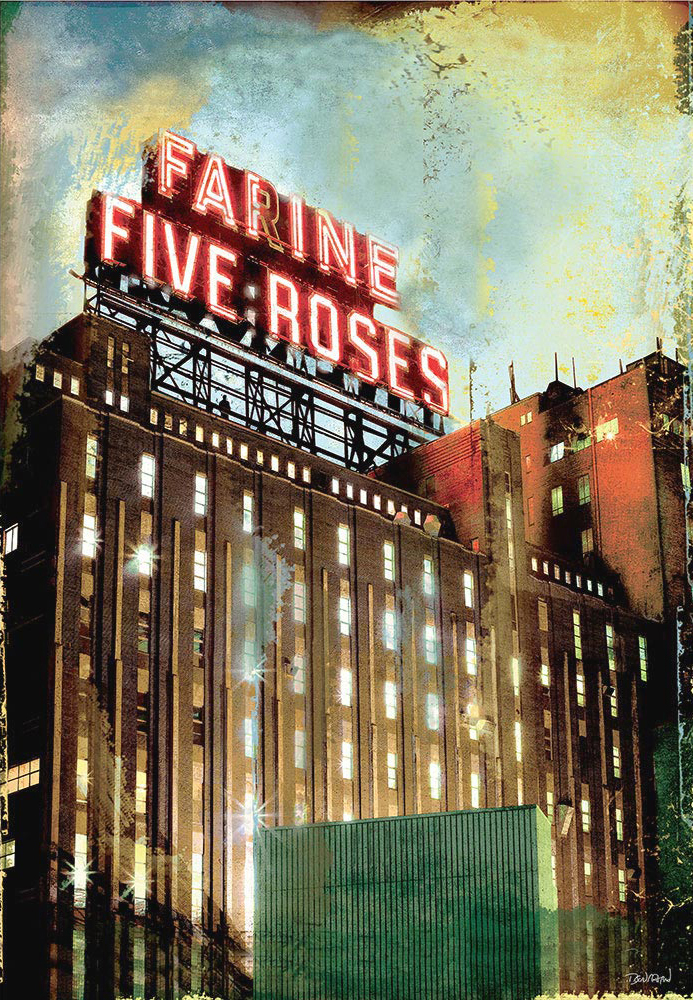
La Prohibition, mettant en scène Farine Five Roses.

- La ferme de Fardoche (2013), œuvre présentée lors de l’exposition collective « Hommage à Passe-Partout »[15]
- Mtl II (2015)[16]
- Orange Julet Mtl (2019)[17]

## Expositions

### Solo

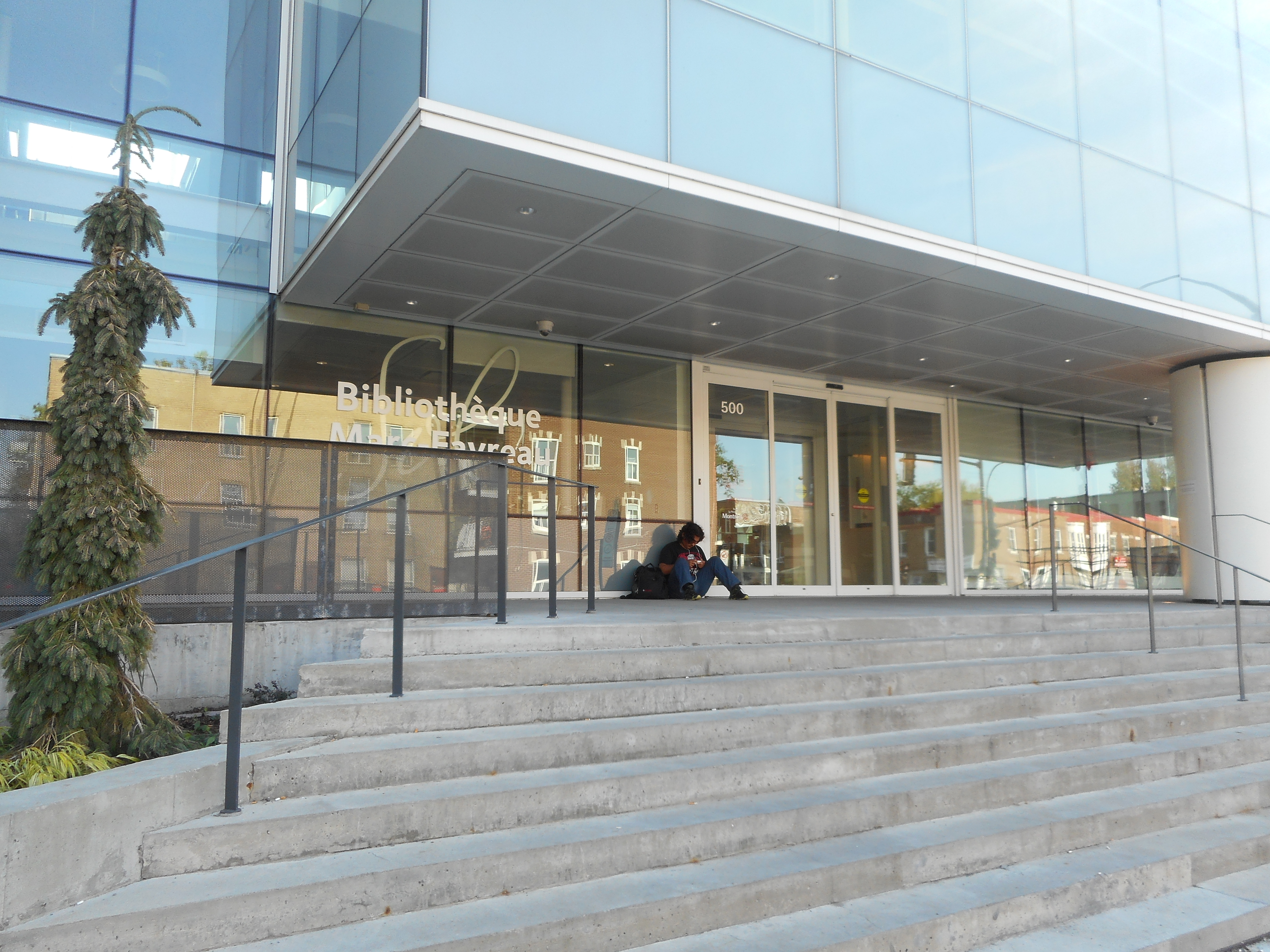
Entrée de la bibliothèque Marc Favreau.

- 2022 : "Devoir de mémoire et d'identité sur le cadre bâti", Centre culturel Peter B. Yeomans, Dorval,
- 2021 :
  - "Devoir de mémoire et d'identité sur le cadre bâti", Centre culturel Marie-Fitzbach, Saint-Georges-de-Beauce,
  - "Devoir de mémoire et d'identité sur le cadre bâti", Maison de la culture Villebon, Belœil,
- 2019 :
  - "Le paysage industriel de Pascal Normand", Congrès annuel de l'Association québécoise pour le patrimoine industriel, La Pulperie, Saguenay,
  - Maison de l'architecture du Québec, Montréal,

- 2018 : Bibliothèque Marc-Favreau
- 2017 :
  - "Devoir de mémoire et d'identité sur le cadre bâti", Galerie Vincent & Moi, Québec,
  - "Devoir de mémoire et d'identité sur le cadre bâti", Culture C – Maison Lenoblet-du-Plessis, Contrecœur,
- 2010 – 2011 : "Montréal, visages nocturnes" Galerie Mezz’Art, Montréal,
- 2010 : Espace Galerie Le Cercle, Québec.

### Représentation/expositions en galerie
- 2014-2021 : Galerie Ni Vu Ni Cornu, Québec,
- 2017 : Galerie Saint-Dizier, Montréal,
- 2015 : Galerie Z, Montréal,
- 2012 : Galerie/Boutique Art & Compagnie, Montréal.

### Expositions et événements collectifs
- 2013 : 2020 : The Artist Project, Toronto, Ontario,
- 2019 : Exposition Internationale du CAPSQ, Saint-Bris-des-Bois, France,
- 2010 : 2019 : Montréal en Arts, Montréal,
- 2013 : 2019 : 
  - Toronto Outdoor Art Fair, Toronto,
  - The New Art Festival, Ottawa, Ontario,
  - Couleurs Urbaines de Granby, Granby,
- 2018 : 2019 : Festival des arts visuels de Bromont, Bromont,
- 2016 : 2017 : Grande Foire d'arts Imprimés, Montréal,
- 2016 :
  - Arts et métiers d’arts de Henryville, Henryville (président d'honneur),
  - Galerie Dentaire, Collectif Art Cible, Montréal, Qc.
- 2015 : Exposition “50 Villes et Villages du Québec”, Musée Hôtel des Postes, Victoriaville,
- 2013 : 2015 : FestivArt de Frelighsburg, Frelighsburg,
- 2014 : Festival Chromatic (MassivArt), Montréal,
- 2013 : Passe-Partout, hommage en arts visuels, Montréal.

## Prix et distinctions
- Égo

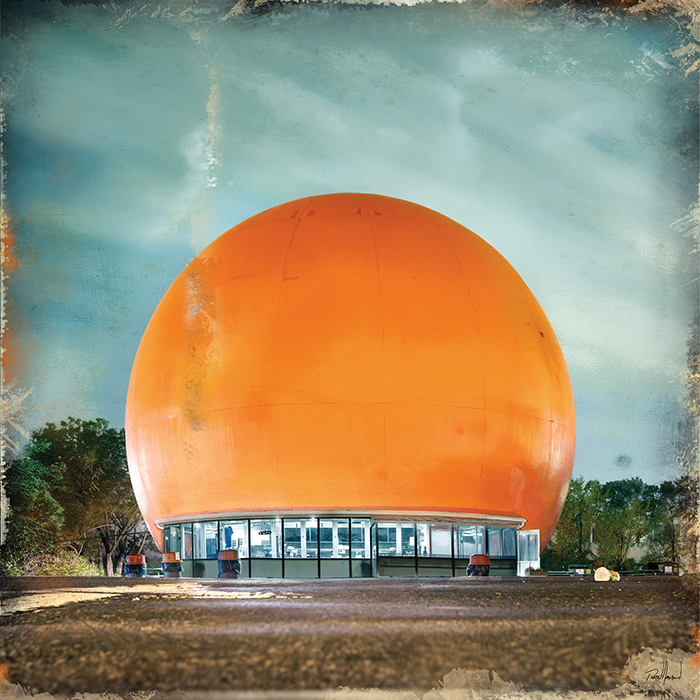
Orange Julet mtl, mettant en scène Gibeau Orange Julep.

  - Mention spéciale du jury lors du concours de vidéaste RECherché-e,
  - Sélection officielle du festival du court-métrage de Tanger (2001),
  - Télédiffusé à la télévision de Radio-Canada et à Télé-Québec.
- Filmmaker
  - Prix du public lors du concours vidéaste recherché-e (2001),
  - Sélection officielle lors du festival du cinéma de Rouyn-Noranda (2002),
  - Télédiffusé à la télévision de Radio-Canada et à Télé-Québec (2002).
- Check Engine
  - Sélection officiel du festival du film de l'Outaouais,
  - Sélection officiel du festival du cinéma de Rouyn-Noranda,
  - Sélection officiel du festival du court-métrage de Victoriaville,
  - Sélection officiel du festival de films indépendants de Bruxelles.
- Hitchhicking story: Une tragédie avec pas d'sang
  - Sélection officielle Indie Spirit Film Festival (2009).
- Frank vs Girard
  - Nominations au gala des prix Gémeaux (2008-2009)[18].
- Orange Julep Mtl
  - Médaille d'or, 50e Exposition Internationale Abbaye de Fontdouce, Saint-Bris-des-Bois, France.

## Galerie
Sélection d’œuvres de Pascal Normand.

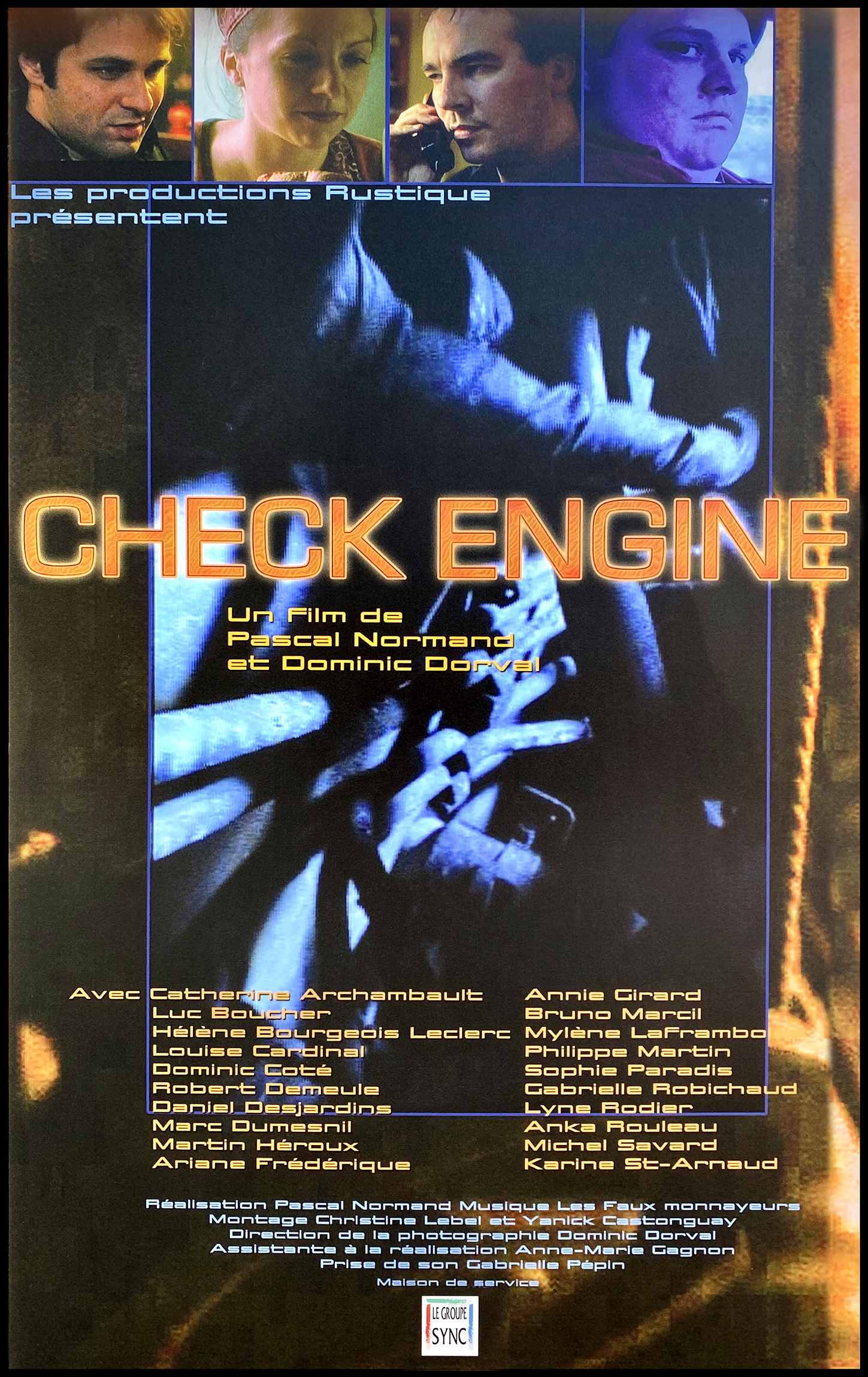
Image du film Check engine.
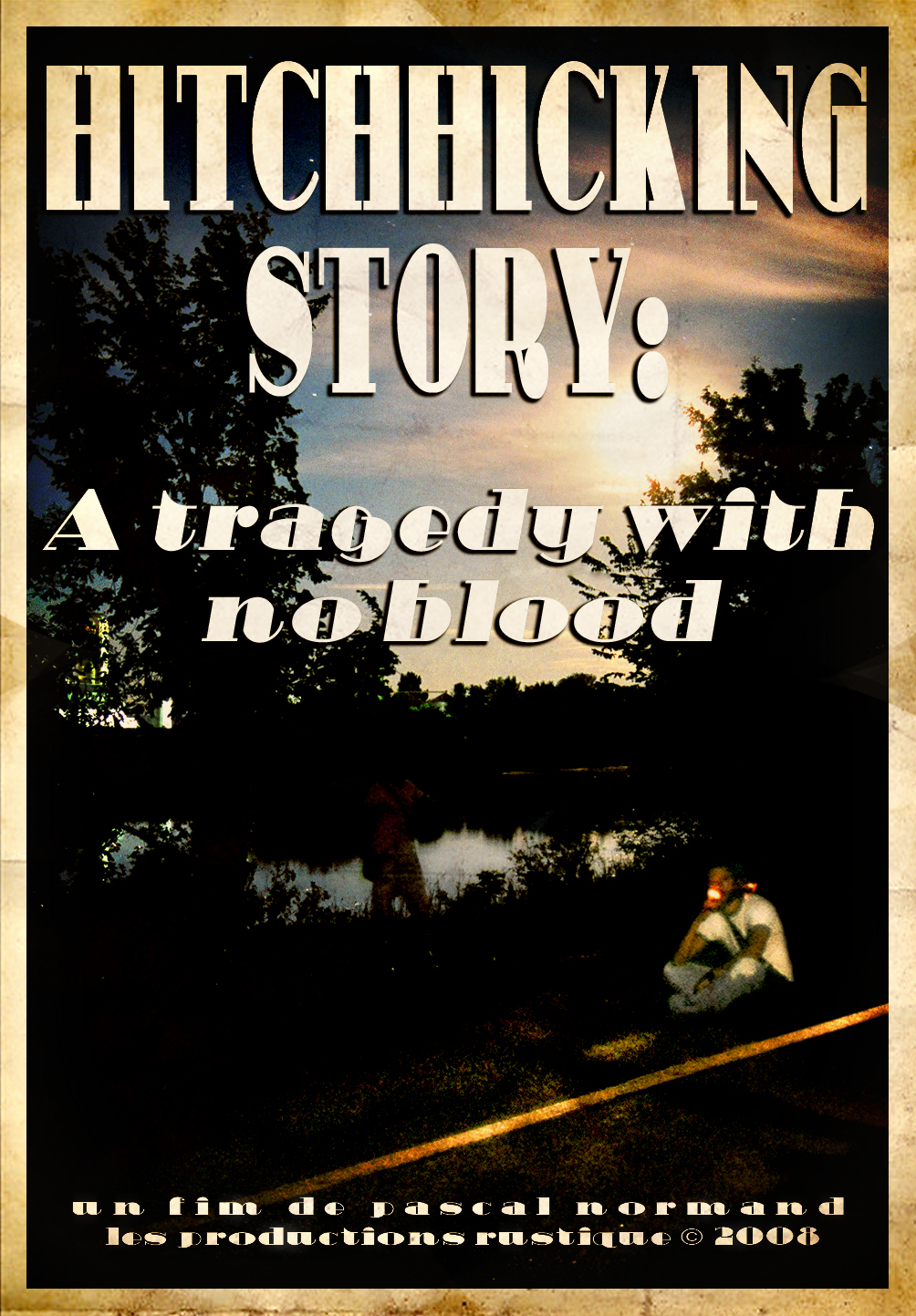
Image du film Hitchhicking story.
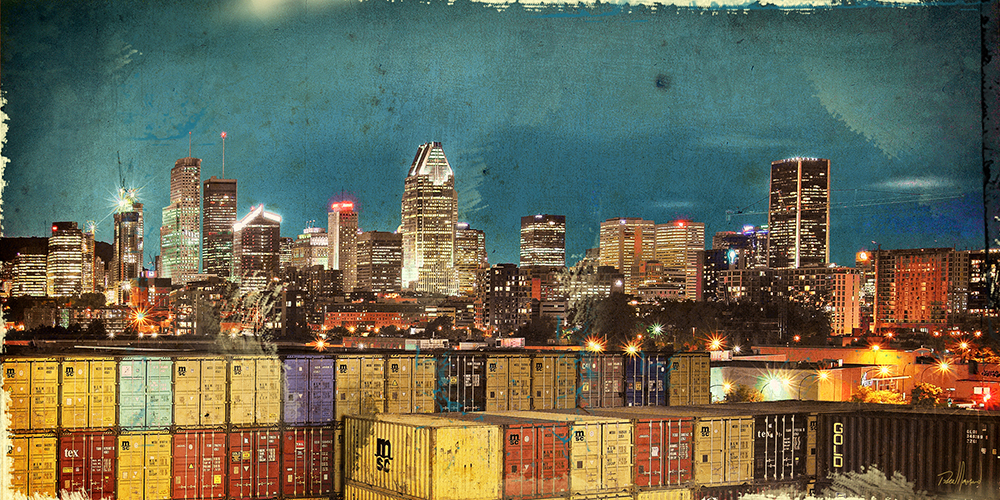
Mtl II
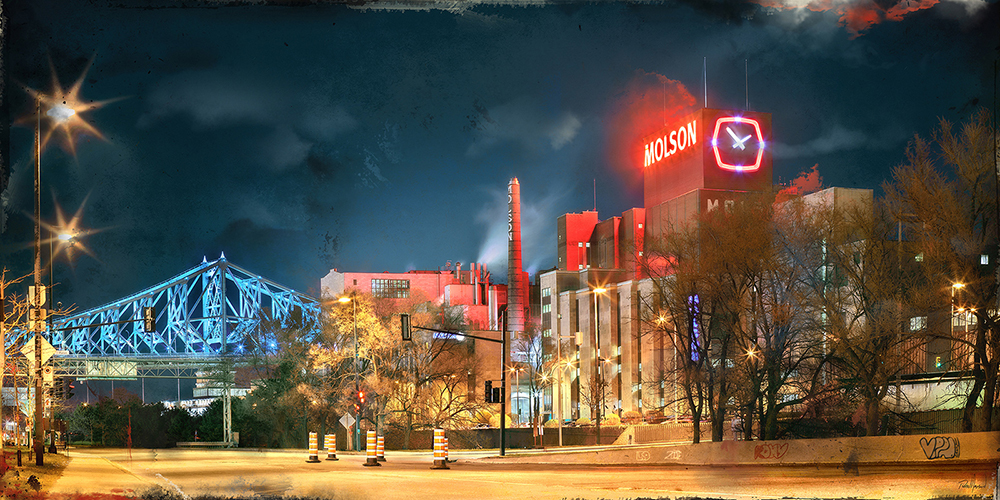
Viger and Co
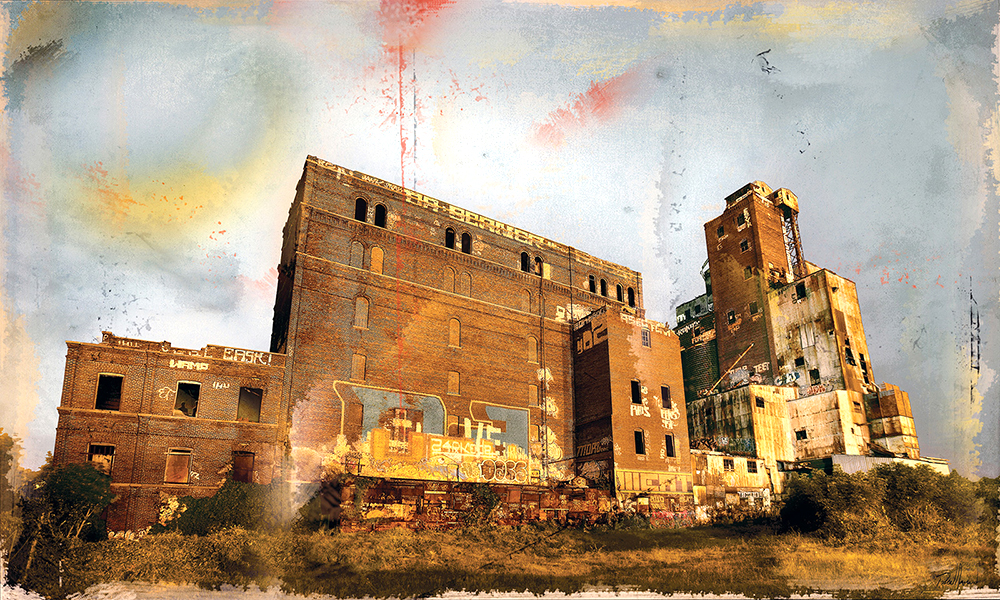
Bunker ouest
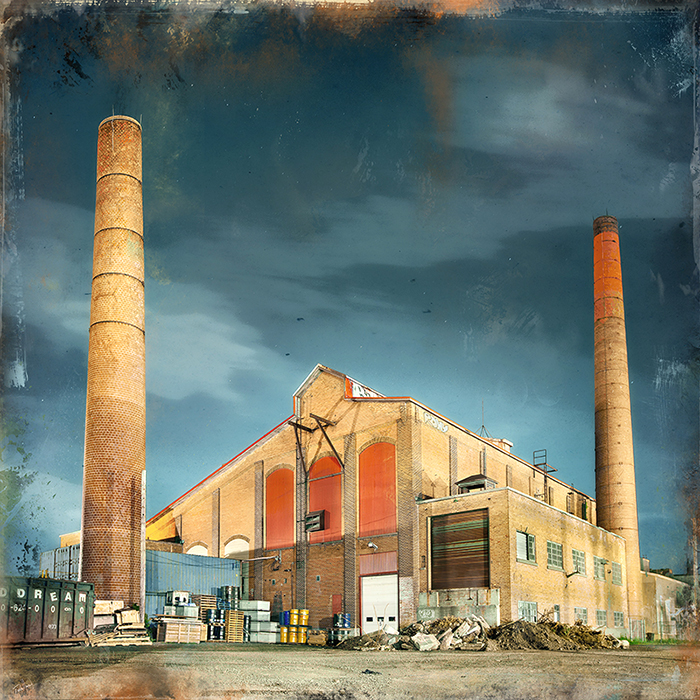
Chaufferie St Malo
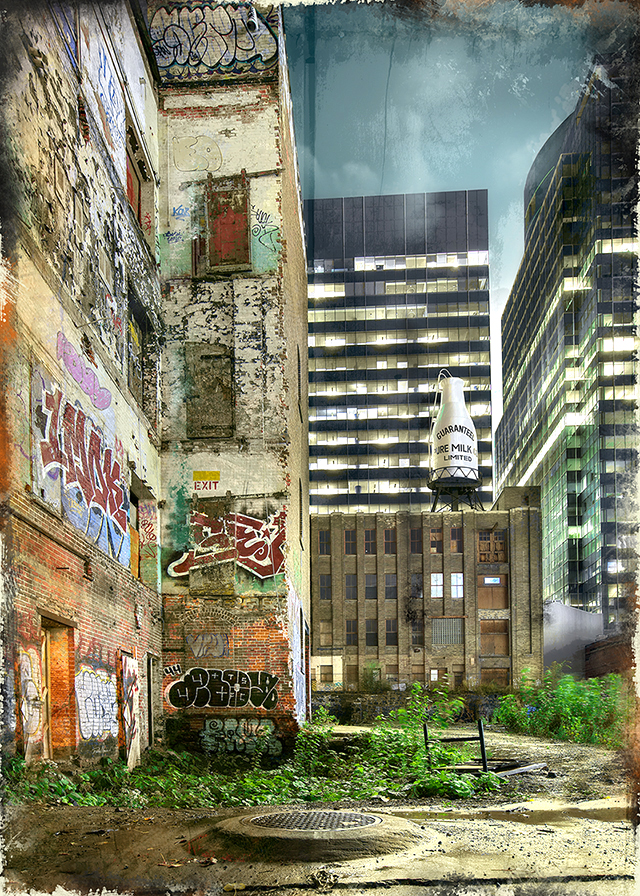
Guaranteed La Pinte
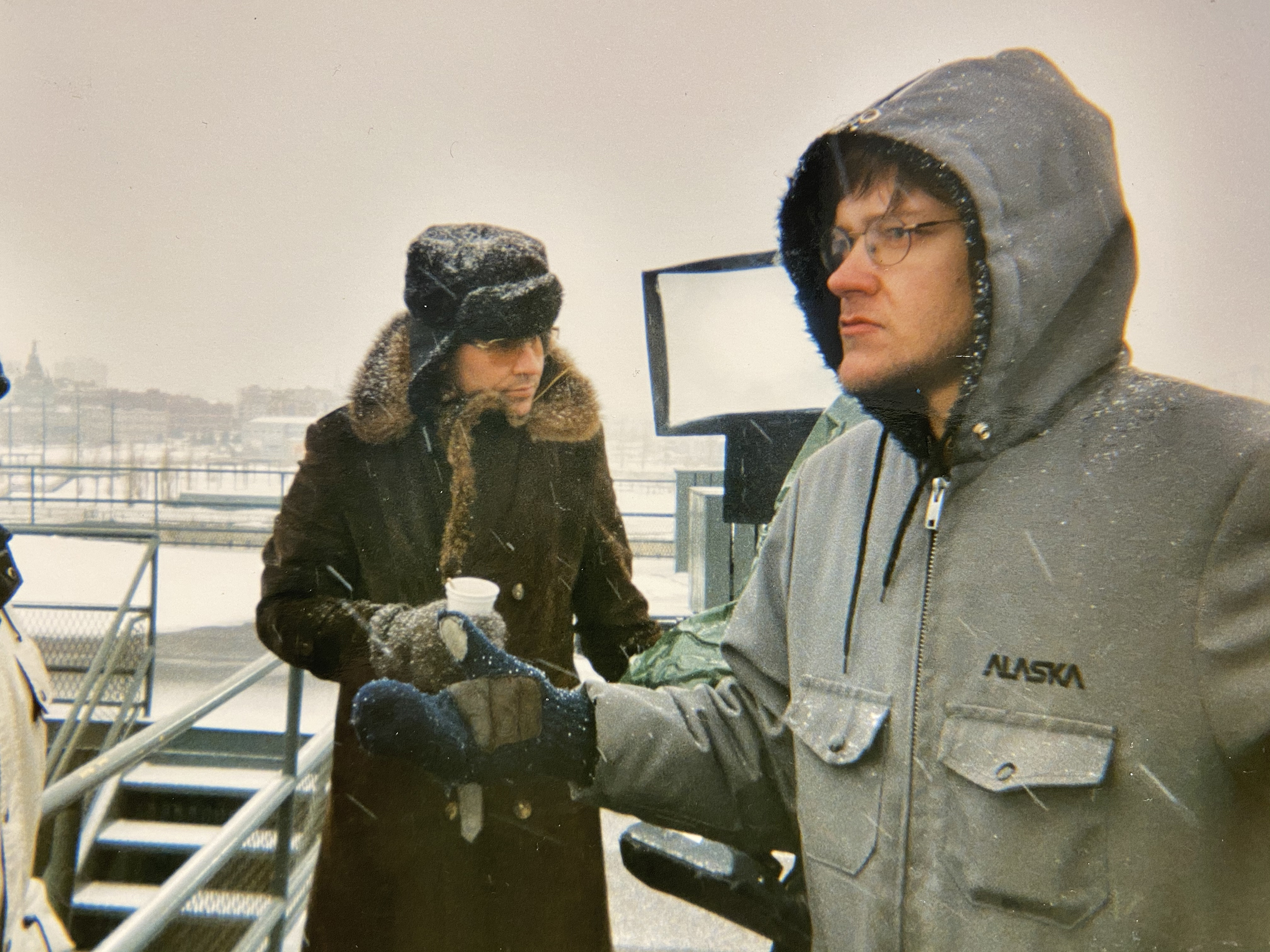
tournage de Filmmaker
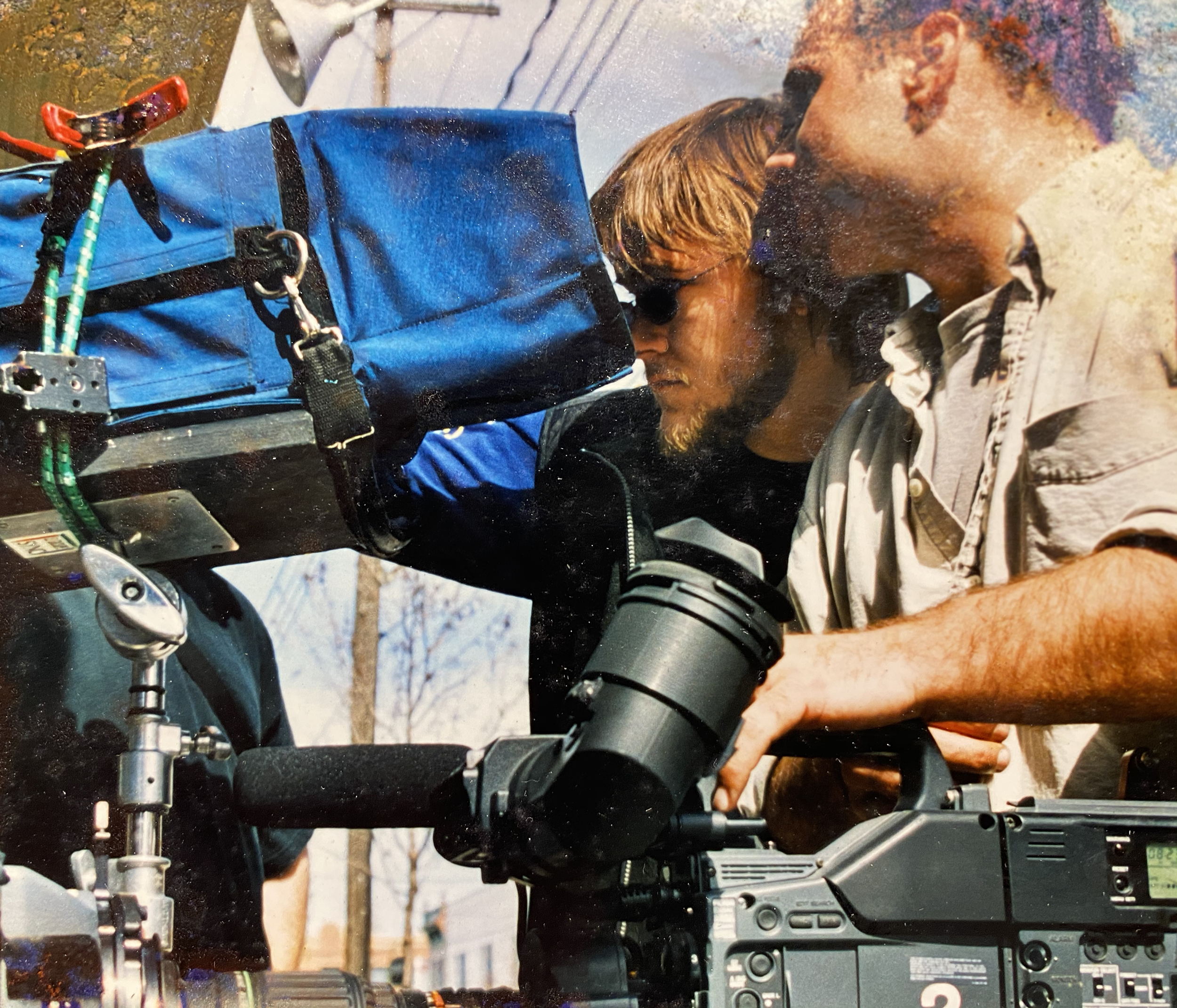
tournage de Check engine
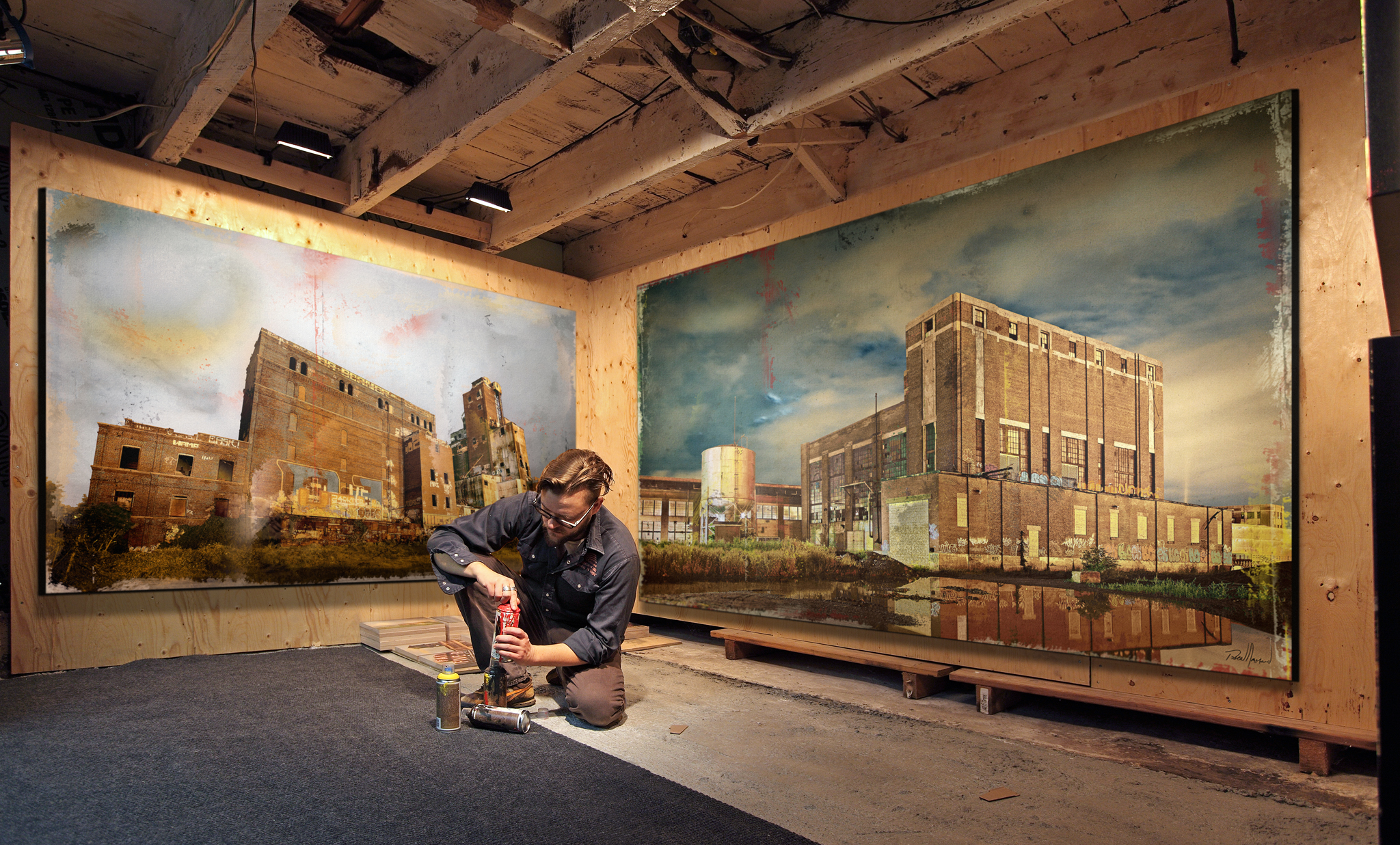
Normand en atelier
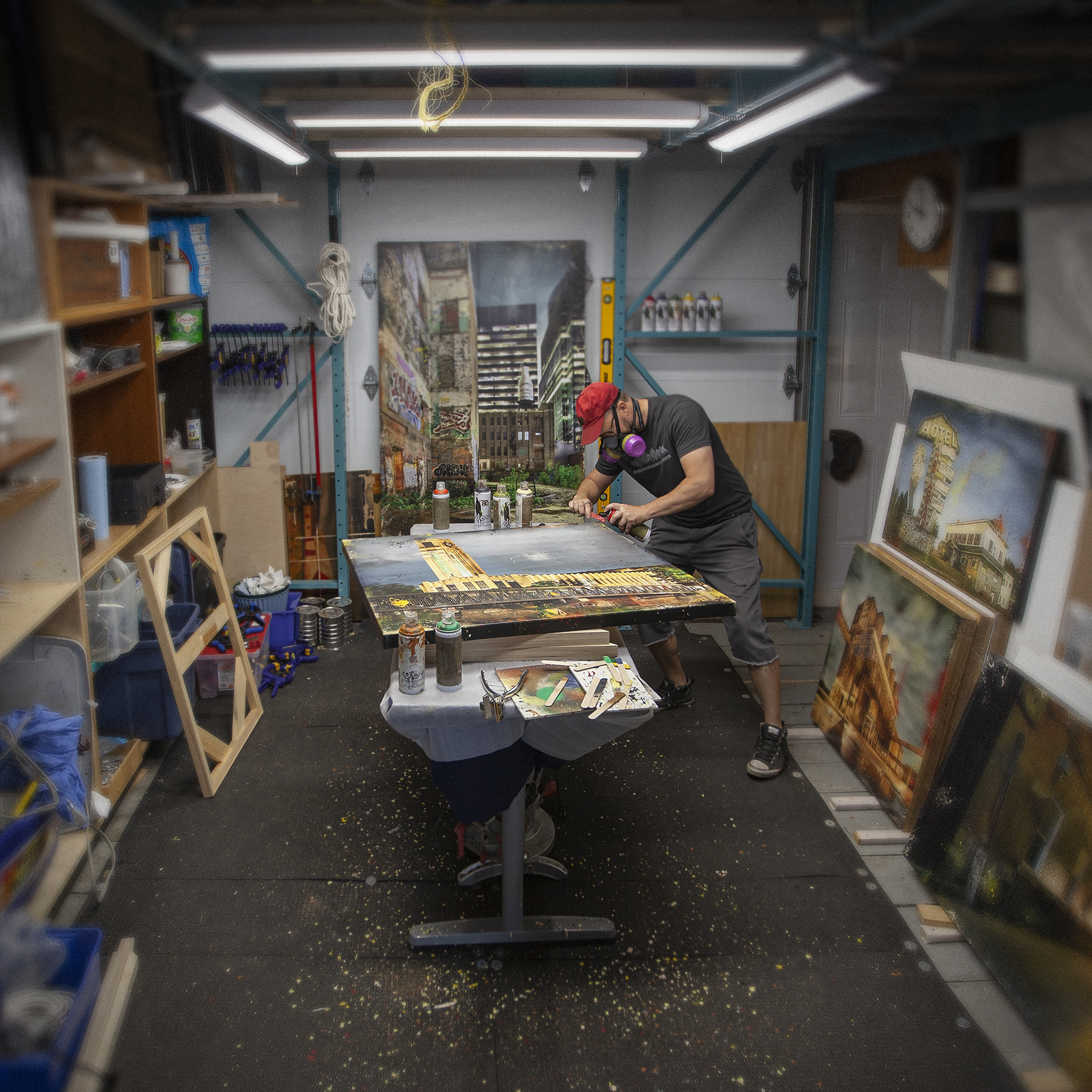
Normand en atelier